# Katedrála v Innsbrucku
Innsbrucká katedrála, známá také jako katedrála svatého Jakuba (německy: Dom zu St. Jakob) je barokní katedrála římskokatolické innsbrucké diecéze v rakouském městě Innsbruck. Je zasvěcená Jakubovi Staršímu.

## Historie a popis

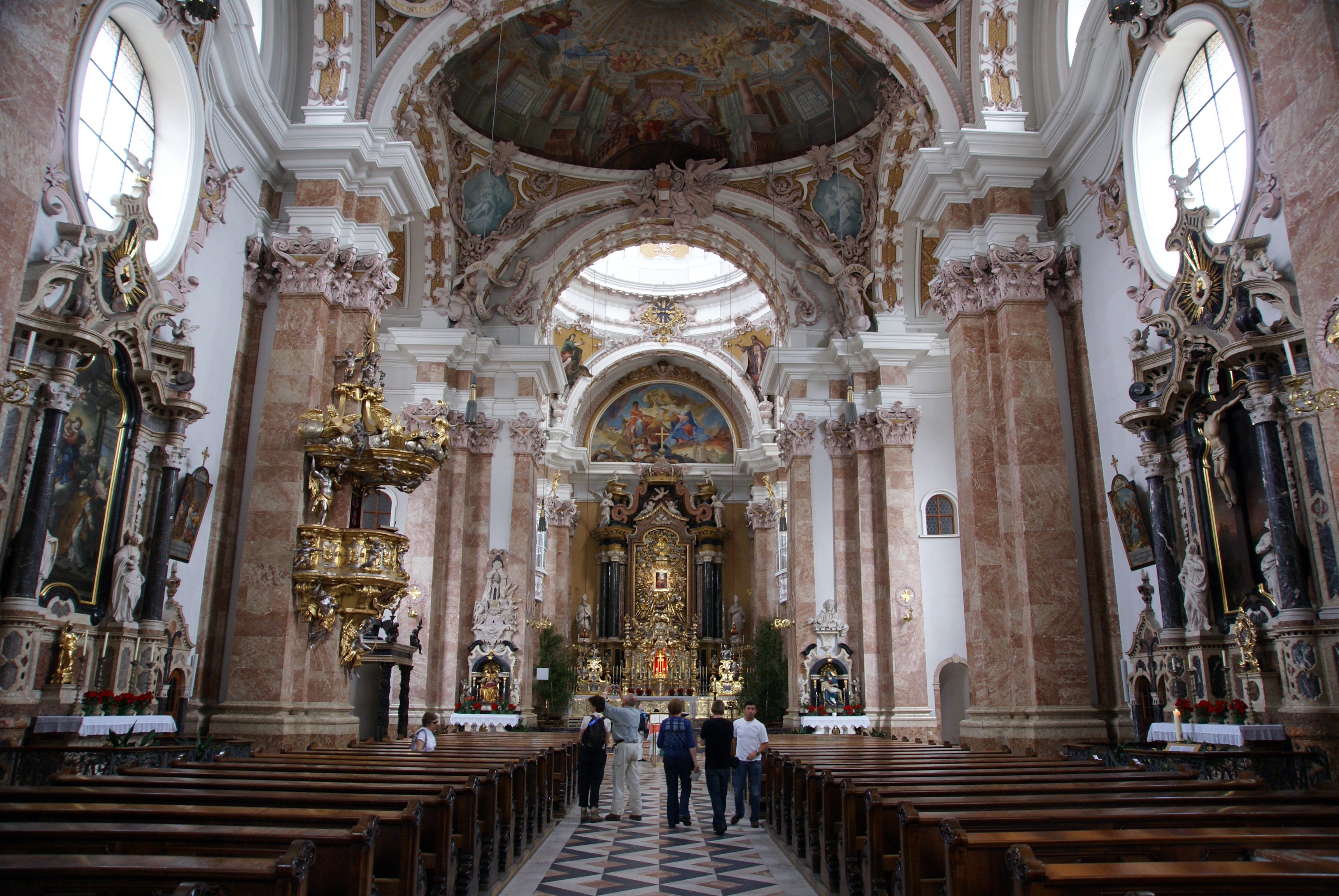
Interiér katedrály

Katedrála byla postavena podle návrhů architekta Johanna Jakoba Herkomera v letech 1717 až 1724 na místě románského kostela z 12. století (nejstarší zmínka o tomto kostele pochází z roku 1180 a jeho podoba se dochovala mj. díky malbě Albrechta Dürera; poničilo ho zemětřesení v roce 1689). Interiér dnešního barokního chrámu je uzavřen třemi klenutými klenbami lodi a kupolí s lucernou nad kněžištěm. Díky svému honosnému baroknímu interiéru, který je z velké části dílem bratří Asamů, je kostel sv. Jakuba považován za jednu z nejvýznamnějších barokních staveb v Tyrolsku. Nad hlavním oltářem je vystaven obraz Maria Hilf (Marie Pomocná) od Lucase Cranacha staršího z doby kolem roku 1530. Je považován za jeden z nejuctívanějších mariánských obrazů v křesťanstvu. V severní lodi se nachází také baldachýnová hrobka arcivévody Maxmiliána III., velmistra Řádu německých rytířů, z roku 1620. Císařská rodina věnovala také cenné votivní dary. Císařovna Marie Terezie věnovala u příležitosti narození svého nejstaršího syna stříbrnou plastiku dítěte v zavinovačkách a také slavnostní roucho. Interiér byl nakonec dokončen v roce 1732. Kostel byl během druhé světové války těžce poškozen, ale v letech 1946 až 1950 byl obnoven. Status katedrály získal v roce 1964.